# Ambassade du Laos en Russie
L'ambassade du Laos à Moscou est la représentation diplomatique du Laos en fédération de Russie.

## Installations
Elle se trouve dans l'ancien hôtel particulier Ferster, rue Malaïa Nikitskaïa, dans le centre historique de Moscou, tout près du quartier élégant de la ceinture des Jardins. L'hôtel particulier a été construit en style néo-classique en 1899 par l'architecte Adolf Erichson.